# CRひとみの料理教室2
CRひとみの料理教室2（-ひとみのりょうりきょうしつ2-）は、2001年7月にタイヨーエレックが開発、発売した料理が趣味の女性「ひとみ」を主人公としたCR機デジパチ。

## 特徴
- いわゆる萌え系のパチンコ機。
- 1/2確率変動タイプ。
- キャラクター設定などは、テレビ番組『料理の鉄人』をパロディとしたもの。
- 大当たりアタッカー内にゴキブリがデザインしてある。
- 裏モノの存在やセット打法が多く噂された機種でもある。
- 機種タイトルの末尾に「2」とあるが、同名タイトルの第二弾というわけではなく、同名タイトルの先代機種は無い。これは保安通信協会の方針により、申請時に使用した名称は再度使用することができないためである。本来は「CRひとみの料理教室」というタイトルであったが、最初にこの名称で申請するも不合格だった。その後の再申請時には「CRひとみの料理教室」の名称を使用できないため、改良したことを強調する意味も込めて「CRひとみの料理教室2」とした。

## スペック
- 『CRひとみの料理教室2』（2001年7月）
  - 大当たり確率 低確率1/319.667 高確率1/56.412（※大当たり確率はメーカー発表）
  - 確率変動割合 50%
  - リミッター 250回の大当たり
  - 賞球数 5&15 大当たり15R10C

## 演出
- リーチ予告。始動時の炎の色で期待度が変化。パンツ君（吾郎）が横切ると期待度がアップ。
- すべり予告、カメラズームイン、ゴキブリ群予告で信頼度がアップ。
- スーパーリーチは「和食系リーチ」、「洋食系リーチ」、「中華系リーチ」がある。
- 「エプロン系リーチ」は「エプロンババア」だと期待度が低いが、「ひとみ」登場で期待度アップ。

## 登場人物
希美乃 ひとみ（きみの ひとみ）
主人公。20歳。身長167cm、体重48kg。B86 W57 H84。料理が趣味。エプロンの下にはなぜか何も着ていない。
毛 沢山（もう たくさん）
中華料理人。黄色い服を着ている。
氏名は中国人革命家の毛沢東から採られているが、人物像は中華の鉄人として知られる陳建一がモデル。
庄内川 土左衛門（しょうないがわ どざえもん）
和食料理人。青い服を着ている。
人物像は和の初代鉄人として知られる道場六三郎がモデル。
ムッシュ 腐乱スープ（むっしゅ ふらんすーぷ）
洋食料理人。赤い服を着ている。
人物像はフレンチの第2代鉄人として知られる坂井宏行がモデル。
道草 吾郎（みちくさ ごろう）
見習いの料理人。普段はなぜかパンツ姿。
人物像は存在しないが、氏名は道場六三郎から採られている。
畑野 肥富（はたけの ひとみ）
通称エプロンババア。いわゆるガッカリキャラ。